# Кадима (студенческая организация)
Кади́ма (ивр. קדימה‎ — вперёд, англ. Kadimah, Kadima) — первая еврейская национальная студенческая организация в Западной Европе, основанная в Вене в 1882 году.

## Цели
Целью Кадимы было противодействие ассимиляции, признание еврейской нации и дальнейшее освоение Палестины для укрепления в ней еврейской общины. Кадима также боролась с антисемитизмом и защищала достоинство еврейских студентов, которых не принимали в другие студенческие ассоциации Австрии и Германии.

## История
Конституция Австро-Венгрии 1867 года отменила правовые ограничения для меньшинств, что привело к быстрому росту еврейского населения Вены, и всё больше еврейских студентов училось в учебных заведениях города. Ассимиляции евреев шла быстрыми темпами, но после экономического кризиса 1873 года в Австро-Венгрии начал усиливаться антисемитизм. Некоторые евреи Вены противостояли ассимиляции и не отказывались от своей идентичности. К ним принадлежали и студент Венского университета Натан Бирнбаум и его друзья-единомышленники. Немалое влияние на национальное самосознание членов этой группы оказали Еврейские погромы в России в 1881—1882 годах и новая волна антисемитизма, зародившаяся в Берлине. Духовными отцами группы были писатель и редактор журнала «Ха-Шахар» Перец Смоленскин, автор «Автоэмансипации» Леон Пинскер и раввин Исаак Рюльф.
С ростом группы лидеры решили зарегистрировать её как корпорацию. Основателями корпорации были студенты Венского университета Натан Бирнбаум, Реувен Бирер и Мориц Шнирер. Учредительное собрание состоялось в декабре 1882 года в одном из венских кафе, и присутствующий на собрании Смоленскин предложил назвать организацию «Кадима». Слово «Кадима» имеет на иврите двойной смысл: первый — «на восток», то есть против ассимиляции и за Эрец-Исраэль, второй — «вперёд», к прогрессу. Предложение Смоленскина было принято и 23 марта 1883 года Кадима (de:Jüdischer Akademischer Verein Kadimah) была зарегистрирована в венском муниципалитете. Во избежание трений с полицией организация была объявлена центром «культивирования еврейской литературы и изучения иудаизма» без какой-либо политической направленности. Президентом Кадимы был избран Мориц Шнирер. Её почётными членами стали Перец Смоленскин и Леон Пинскер, в 1884 году почётное членство было предоставлено Мозесу Монтефиоре, а в 1896 году — Теодору Герцлю. Почётным членом Кадимы был также Зигмунд Фрейд.
В мае 1883 года члены Кадимы впервые заявили о себе публично, развесив на стенах Венского университета воззвания. Воззвание было написано Бирнбаумом и Шнирером на немецком языке и на иврите и призывало евреев бороться с безразличием в своих рядах. Согласно авторам воззвания, еврейский народ может достичь духовного благополучия, только опираясь на своё литературное наследие и руководствуясь опытом своей многовековой истории, поэтому Кадима идёт именно таким путём. У многих ассимилированных евреев это воззвание вызвало негодование или насмешки, однако их самоуспокоенность была поколеблена.

В первые годы после своего основания Кадима создала собственную библиотеку с читальным залом и книгами на немецком языке и на иврите и занималась образовательной деятельностью среди еврейской молодёжи Вены. В 1884 году организация насчитывала 60 членов. Из 40 спонсоров организации 17 проживали в Вене, 13 были выходцами из Галиции.
Первым официальным периодическим изданием Кадимы был рукописный бюллетень «Мегилла», авторами которого были Бирнбаум, Шнирер и другие. С 1885 года в рамках Кадимы издавался еврейский журнал на немецком языке «Автоэмансипация» (de:Selbst-Emancipation), название которого было заимствовано у Пинскера. Редактировал журнал Натан Бирнбаум, ставший к тому времени президентом Кадимы, целью журнала было ознакомление евреев Вены и Центральной Европы с идеями Кадимы и Переца Смоленскина. Первые полтора года журнал в основном пытался пробудить у читателей национальное самосознание и меньше затрагивал вопросы переселения в Палестину. Затем издание журнала было прекращено на несколько лет, и когда в 1890 году оно снова увидело свет, в нём впервые появилось слово «сионистский». Немного позже в журнале был использован термин «сионизм», который впоследствии дал название идеологической концепции и движению, ставившему своей целью возвращение еврейского народа в Эрец-Исраэль. Если ранее «Автоэмансипация» обращалась к ограниченному кругу читателей, то в новой ипостаси журнал намеревался превратить сионизм в массовое политическое движение. Журнал издавался в Вене до 1894 года, после чего он увидел свет в Берлине под названием «Идише фольксцайтунг».
Большая часть ветеранов Кадимы приехала в Вену из Галиции, России и Румынии. В конце 1880-х — начале 1890-х годов к организации присоединились уроженцы Вены, Моравии и Буковины. Среди новых членов был и Исидор Шалит, ставший впоследствии президентом Кадимы. Академическая организация расширила свою деятельность, которая теперь включала элементы, свойственные студенческим братствам Германии и Австро-Венгрии, то есть дуэльные кодексы, ношение отличительного знака и т. п. Рост антисемитизма в Австрии и её университетах вынудил членов Кадимы поставить перед собой дополнительную задачу — защиту достоинства и чести еврейских студентов. Следуя примеру Кадимы, в Европе были основаны многие еврейские объединения. Так, например, в Черновицах было создано студенческое общество «Хасмонеа», в Праге — «Маккабеа» (позднее переименованное в «Бар-Кохба»), во Львове — еврейская национальная организация «Микра кодеш».
В 1896 году, узнав из газеты о скором выходе в свет книги Теодора Герцля «Еврейское государство», члены Кадимы посетили его и предложили своё сотрудничество. Для Герцля это было важно, так как в этот период ему ещё не удалось заручиться поддержкой видных еврейских деятелей. Он с большим успехом выступил несколько раз в конференционном зале Кадимы и завязал тесные связи со многими членами студенческой организации. Кадима помогла Герцлю расширить круг сторонников его идей и организовать 1-й Всемирный сионистский конгресс. Многие члены Кадимы были избраны в Исполнительный комитет Сионистской организации и вместе с Герцлем составили ядро Малого исполнительного комитета, который на практике руководил сионистским движением между конгрессами. Позднее, отмечая свой пятидесятилетний юбилей в 1933 году, Кадима напомнила о своих заслугах: «Кто знает, был ли бы у нас сегодня политический сионизм, если бы в 1896 году в тот момент, когда Герцль, расстроенный апатией богатых евреев, хотел отказаться от идеи еврейского государства, не существовала бы Кадимы…».
Многие годы Вена была центром еврейского национального пробуждения и сионизма. Перец Смоленский издавал в Вене «Ха-Шахар», Натан Бирнбаум издавал здесь «Автоэмансипацию» и вместе с единомышленниками основал Кадиму. Теодор Герцль жил и работал в Вене, в ней он учредил Исполнительный комитет Сионистской организации и публиковал «Ди Вельт» — орган сионистского движения. В результате Аншлюса 1938 года была закрыта не только Кадима, но и сожжены синагоги Вены во время Хрустальной ночи и ликвидирована вся еврейская община Австрии.